# Dólar de la Isla del Príncipe Eduardo
El dólar de la Isla del Príncipe Eduardo o bien dólar príncipeduardino fue la unidad monetaria de la colonia de la Corona de la isla del Príncipe Eduardo desde 1870 hasta 1873, cuando se unió al Dominio del Canadá. Equivalía al dólar canadiense y remplazó a la libra principeduardina a una tasa de 1 libra principeduardina = 4,866 dólares principeduardinos.

## Monedas
La primera moneda regular de la Isla del Príncipe Eduardo, que no sean resellos ni tokens, se acuñó en 1871 al adoptar el dólar con el sistema decimal y si bien la colonia se unió al Dominio de Canadá en 1873, siguió circulando a la par con las monedas canadienses hasta 1881, año en que en los Estatutos del Canadá se aprobó una ley que estableció una uniformidad de la moneda canadiense que incluía a las provincias de Columbia Británica y a la Isla del Príncipe Eduardo. En la información subsiguiente se detalla la única pieza que se acuñó en gran cantidad:
- 1 centavo de bronce con año 1871, en el anverso con el rostro de la reina Victoria del Reino Unido, con cabello recogido y diadema, rodeada con círculo de puntos y con leyenda en inglés: VICTORIA   QUEEN (reina Victoria), en el exergo con el año: 1871, y en el reverso con tres robles pequeños en la izquierda albergados por uno más grande en la derecha y por debajo del suelo de dichos árboles una pequeña inscripción o lema en latín: PARVA SUB INGENTI (el pequeño bajo la protección del grande) que de manera literal significa que los tres condados príncipeduardinos están protegidos por el Reino Unido, y que forma parte de la insignia y de la porción inferior del escudo de la Isla del Príncipe Eduardo, rodeado por un círculo de puntos y la leyenda en inglés: PRINCE EDWARD ISLAND   *ONE CENT* (isla del Príncipe Eduardo *un centavo*).[2]

## Billetes

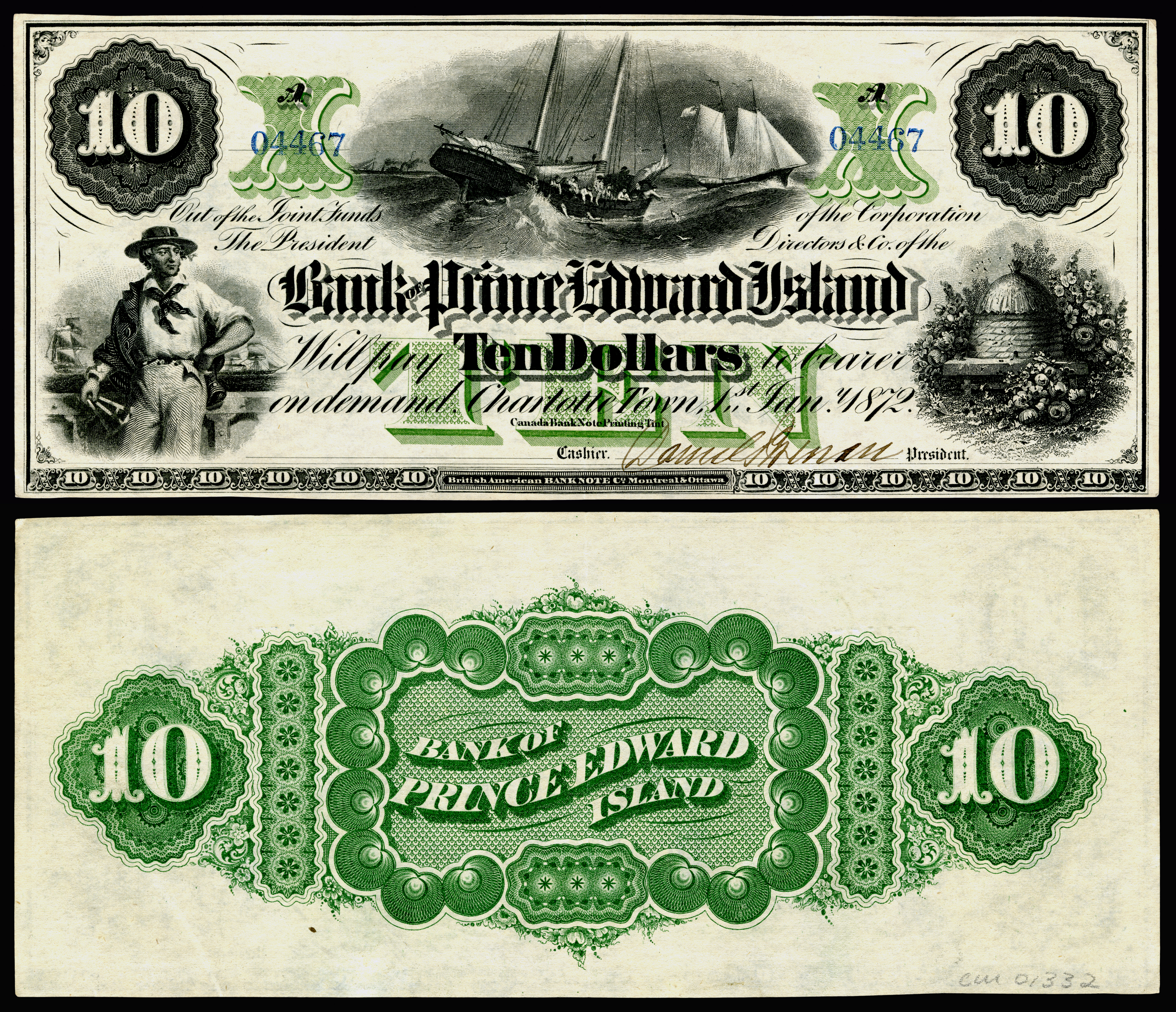
Anverso y reverso de un billete de diez dólares príncipeduardinos de 1872.

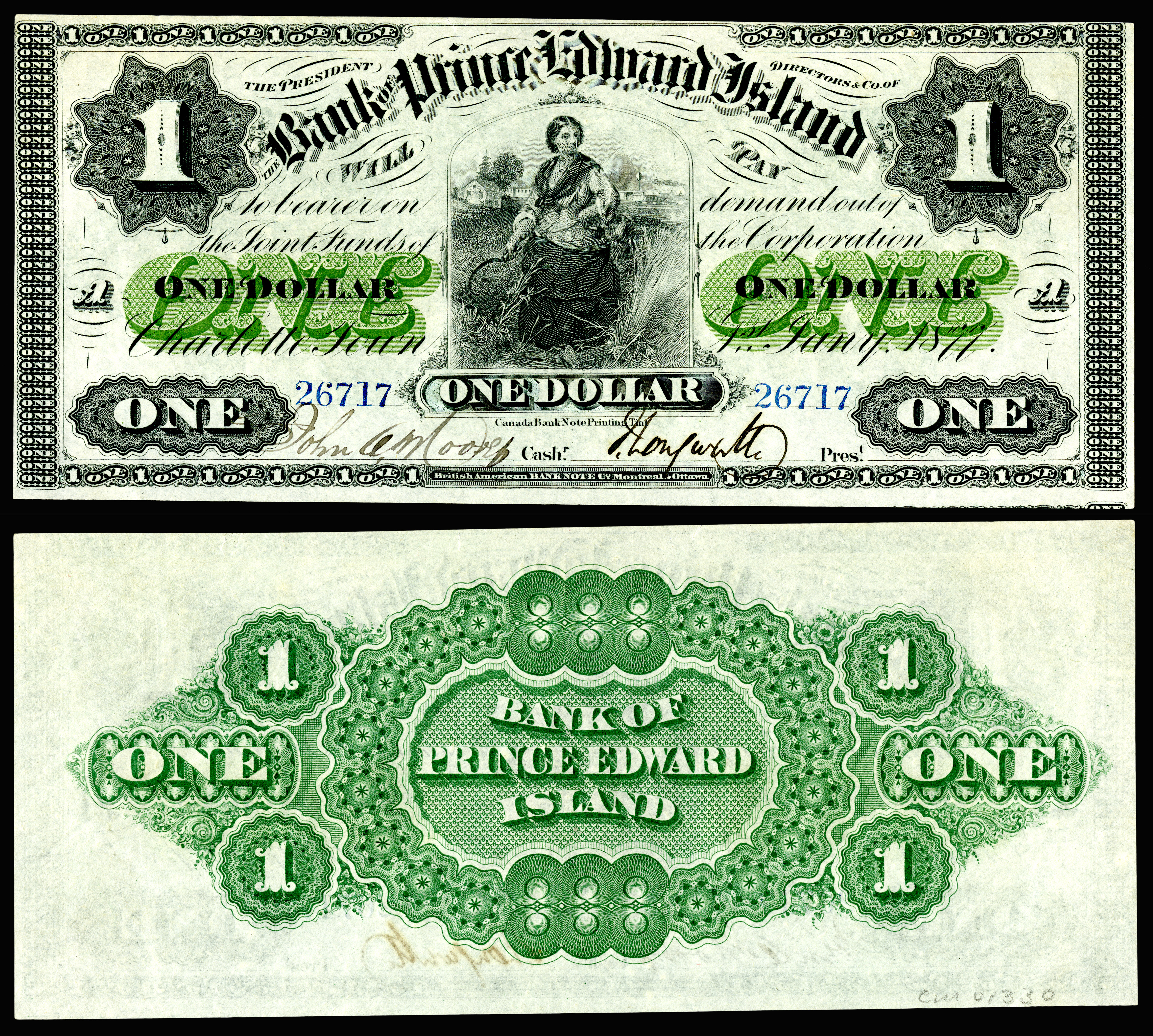
Anverso y reverso de un billete de un dólar príncipeduardino de 1877.

El Banco de la Isla del Príncipe Eduardo  emitió papel moneda para la ínsula con fecha del 1 de enero de 1871 de varias denominaciones: 1, 2, 5, 10 y 20 dólares.
Una vez que se unió al Dominio de Canadá en 1873, se siguieron utilizando solo en la isla, pero comenzaron a llegar los dólares canadienses y circularon a la par. El 1 de enero de 1877 el mismo banco emitió billetes con las mismas denominaciones que circularon hasta 1881, cuando el banco quebró.